# Lecane jessupi
Lecane jessupi is een raderdiertjessoort uit de familie Lecanidae. De wetenschappelijke naam van deze soort is voor het eerst geldig gepubliceerd in 1921 door Harring.